# Bernard Ardura
Bernard Ardura, OPraem (Bordeaux, 1 de setembro de 1948) é um padre católico francês, professor, filósofo, teólogo e autor. Ele é membro da Ordem Premonstratense. Foi ordenado em 1972. Entre 1991 e 2009, atuou como Subsecretário e Secretário do Pontifício Conselho para a Cultura. De 3 de dezembro de 2009 a 14 de setembro de 2023, foi Presidente do Pontifício Comitê das Ciências Históricas.

## Vida
Bernard Ardura participou do Pequeno Seminário de 1958 a 1966 e juntou-se à comunidade dos Premonstratenses. Ele estudou teologia e filosofia de 1966 a 1972 no seminário em sua cidade natal, Bordeaux. Em 16 de dezembro de 1972, ele recebeu o sacerdócio. Ele era licenciado em dogmática pela Pontifícia Universidade Gregoriana. Em 1987, Bernard Ardura recebeu seu doutorado em teologia pela Universidade Católica de Lyon (Institut Catholique de Lyon) e um doutorado em história da religião pela Universidade de Saint-Étienne. De 1976 a 1987, Ardura foi professor de teologia dogmática e teologia espiritual. 
Ardura tornou-se bibliotecário e arquivista da Cúria Geral da Ordem Premonstratensiana em Roma em 1987. Em 1988, o papa João Paulo II fez dele um consultor da Congregação para os processos de bem-aventuranças e canonização em 1988 e foi membro da Comissão de Espiritualidade e membro da Comissão Histórica de sua Ordem. Desde 1990, ele representou a Congregação no Comitê de Cultura do Conselho da Europa.
Em 1992, o papa João Paulo II o nomeou subsecretário do Pontifício Conselho para a Cultura. Em 1997, ele se tornou seu secretário. Papa Bento XVI nomeado Bernard Ardura no dia 3 Dezembro de 2009 como sucessor de Walter Brandmüller como Presidente do Pontifício Comitê de História. De 2009 a 2012, ele foi procurador geral da Ordem dos Cânones Premonstratensianos. 
Ele é autor de vários livros e numerosos artigos e trabalhou como autor em várias revistas e léxica. 